# St. Vitus (Burgebrach)

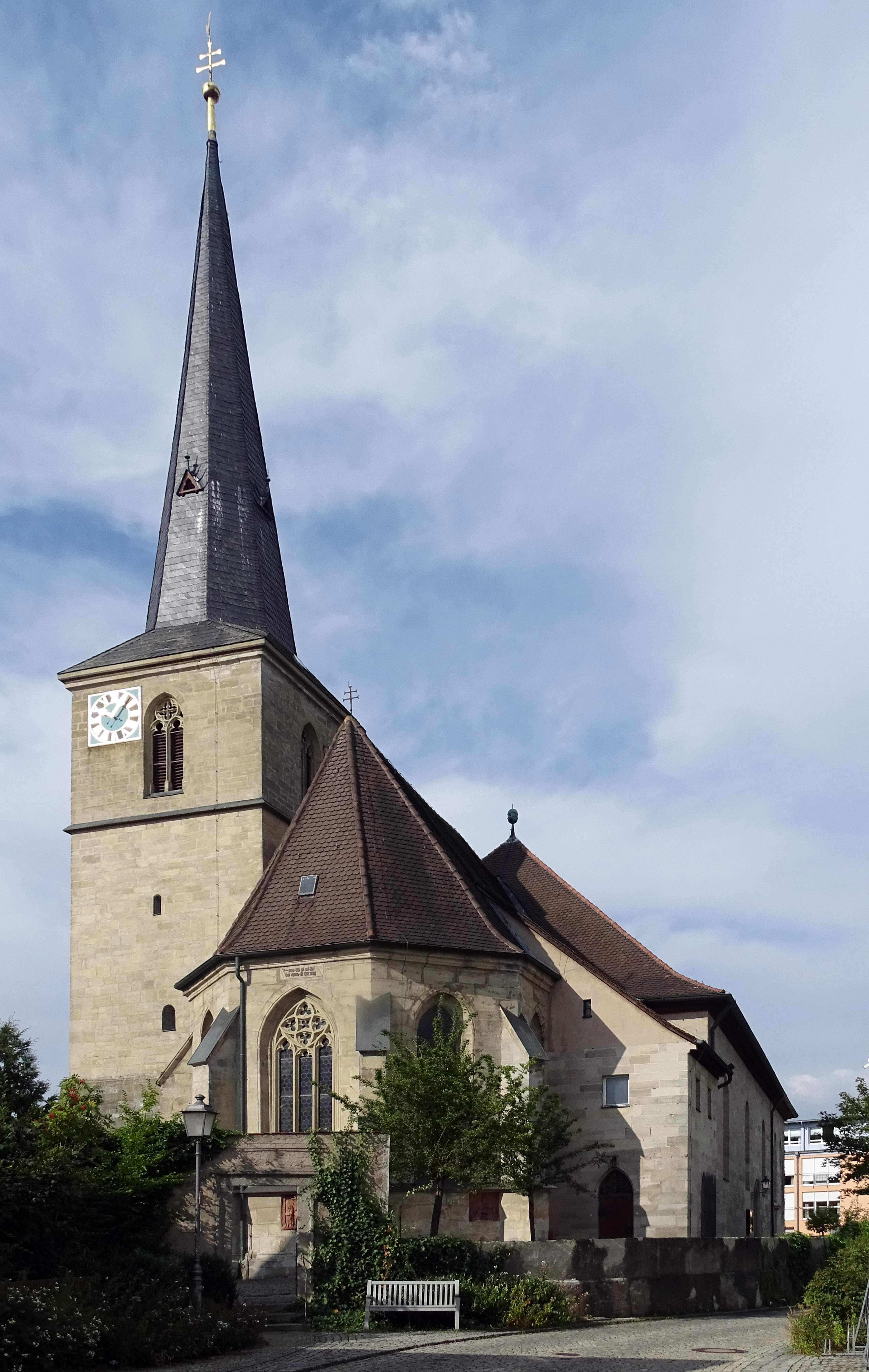
St. Vitus (Burgebrach)

Die römisch-katholische Pfarrkirche St. Vitus befindet sich in Burgebrach, einem Markt im oberfränkischen Landkreis Bamberg in Bayern. Das denkmalgeschützte Kirchengebäude hat einen Chorflankenturm aus dem 13. bis 17. Jahrhundert. Die Kirche gehört zum Seelsorgebereich Steigerwald im Dekanat Bamberg des Erzbistums Bamberg.

## Geschichte
Im Jahre 1454 wurde der erste größere Kirchenbau errichtet, von dem Teile des ehemaligen gotischen Chorturms erhalten sind. Um das Jahr 1731 wurde die Kirche immer ruinöser und baufälliger, sodass ein umfassender Neubau notwendig wurde, der 1744 konsekriert wurde.

## Beschreibung
Die unteren Geschosse des Chorflankenturms der Saalkirche aus Quadermauerwerk sind aus dem 13./14. Jahrhundert. Er wurde um ein weiteres Geschoss 1611 aufgestockt, das die Turmuhr und den Glockenstuhl beherbergt. Seinen achtseitigen, schiefergedeckten, spitzen Helm erhielt er 1672. Er musste 1764 durch eine Stützwand verstärkt werden. Auf Grund seiner Lage und seiner Form ist der Turm als Julius-Echter-Turm zu bezeichnen. Zwischen den Strebepfeilern des um 1454 gebauten Chors aus einem Joch und 5/8-Schluss befinden sich Maßwerkfenster. Sein Innenraum ist von einem Kreuzgewölbe überspannt. Das mit einem Walmdach bedeckte Langhaus, dessen Innenraum von einem Spiegelgewölbe überspannt ist, wurde 1731 gebaut und 1921 verlängert. Zur Kirchenausstattung gehört ein 1712 bis 1714 gestalteter Hochaltar, dessen Skulpturen von Leonhard Gollwitzer stammen. Die Kanzel wurde aus der Klosterkirche des Dominikanerinnenklosters Bamberg übernommen. Seit 2024 wird das Bauwerk umfassend saniert.